# (2270) Yazhi
(2270) Yazhi (1980 ED; 1952 DM1; 1958 FD; 1970 LF; 1971 TF2; 1976 QH; 1976 SE; 1977 SV1; 1977 UD1) ist ein Asteroid des äußeren Hauptgürtels, der am 14. März 1980 vom US-amerikanischen Astronomen Edward L. G. Bowell an der Anderson Mesa Station des Lowell-Observatoriums im Coconino County in Arizona (IAU-Code 688) entdeckt wurde. Er gehört zur Themis-Familie, einer Gruppe von Asteroiden, die nach (24) Themis benannt sind.

## Benennung
(2270) Yazhi wurde nach dem Wort „Kleiner“ in Navajo, der Sprache der Navajo (zu den Na-Dené-Sprachen gehörend), benannt. Die Benennung wurde von Debbie Geoffrion vorgeschlagen.